# Vignale Monferrato
Vignale Monferrato là một đô thị ở tỉnh Alessandria trong vùng Piedmont của Italia, có vị trí cách khoảng 60 km về phía đông của Torino và khoảng 20 km về phía tây bắc của Alessandria. Tại thời điểm ngày 31 tháng 12 năm 2004, đô thị này có dân số 1.114 người và diện tích là 18,8 km².
Đô thị Vignale Monferrato có các frazioni (các đơn vị cấp dưới, chủ yếu là các làng) San Lorenzo, Mogliano, và Fons Salera.
Vignale Monferrato giáp các đô thị: Altavilla Monferrato, Camagna Monferrato, Casorzo, Cuccaro Monferrato, Frassinello Monferrato, Fubine, và Olivola.

## Notable Vignalesi
- Eraldo Monzeglio (1906–1981), footballer.